# Gaudencio Rosales
Gaudencio Borbon Rosales, né le 10 août 1932 à Batangas City aux Philippines, est un cardinal philippin, archevêque émérite de Manille depuis 2011.

## Biographie

### Prêtre
Il est ordonné prêtre le 23 mars 1958 pour le diocèse de Lipa aux Philippines. 
Il s'est essentiellement consacré à la formation des jeunes, comme préfet puis recteur du petit séminaire de Lipa tout en étant prêtre en paroisse.

### Évêque
Nommé évêque auxiliaire de Manille le 12 août 1974, il est consacré le 28 octobre suivant. Le 9 juin 1982 il est nommé évêque coadjuteur de Malaybalay et en devient évêque titulaire le 14 septembre 1984. Le 30 décembre 1992 il est nommé archevêque de Lipa, son diocèse d'origine. Enfin, le 15 septembre 2003, il devient archevêque de Manille. Le pape accepte sa démission de cette charge le 13 octobre 2011 alors qu'il a plus de 79 ans. 

### Cardinal

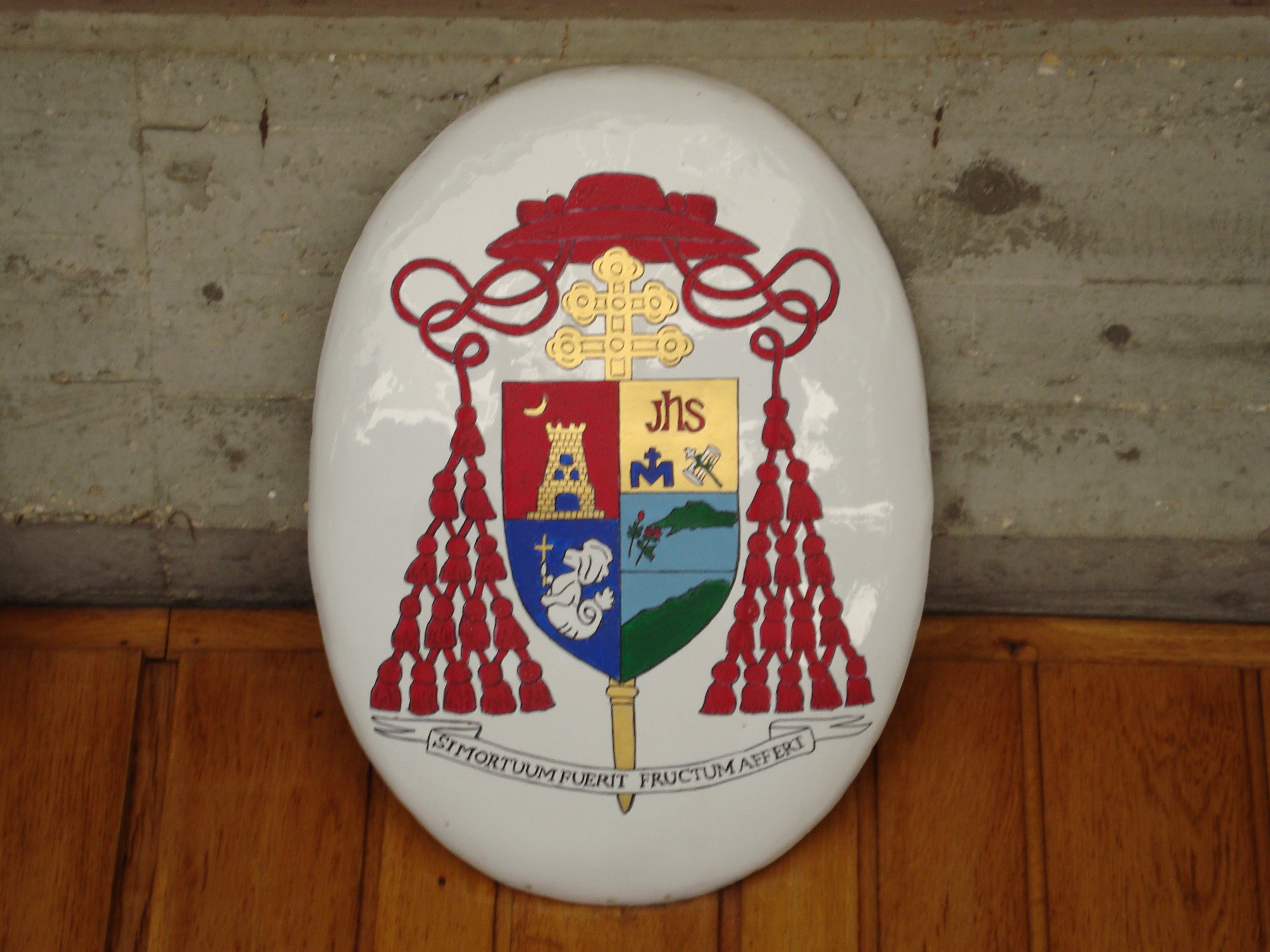
Devise du blason du titre cardinalice : Si Mortuum Fuerit, Fructum Afferi

Il a été créé cardinal par Benoît XVI lors du consistoire du 24 mars 2006 avec le titre de cardinal-prêtre du Santissimo Nome di Maria a Via Latina rattaché à l'église Santissimo Nome di Maria.
Au sein de la curie romaine, il est membre du Conseil pontifical pour le dialogue inter-religieux et du Conseil pontifical pour les communications sociales.
Il atteint les quatre-vingts ans le 10 août 2012, ce qui l'empêche de prendre part aux votes des conclaves de 2013 (élection de François) et de 2025 (élection de Léon XIV).

## Succession apostolique
Gaudencio Rosales a ordonné les évêques suivants :
- Évêque Mylo Hubert Vergara (en) (2005)
- Cardinal Pablo Virgilio Siongco David (2006)
- Évêque Broderick Soncuaco Pabillo (it) (2006)
- Évêque Elenito Galido (de) (2006)
- Évêque Leopoldo Jaucian (en), S.V.D. (2007)
- Évêque Francisco Mendoza de Leon (de) (2007)
- Évêque Ruperto Santos (en) (2010)
- Évêque Marcelino Antonio Maralit (en) (2015)
- Évêque Socrates Mesiona (en), M.S.P. (2017)
- Évêque Louie Galbines (en) (2018)